# 극장판 프리큐어 올스타즈 DX 모두 친구☆기적의 전원 대집합!
극장판 프리큐어 올스타즈 DX 모두 친구 ☆ 기적의 전원 대집합!은 2009년 3월 20일에 개봉한 애니메이션 영화이다.

## 개요
프리큐어 시리즈 최초의 정식 크로스오버 작품이다.

## 이야기
평화로운 어느 휴일에 모모조노 러브 일행은 댄스 콘테스트에 출전하기 위해 요코하마의 미나토미라이로 향한다. 그러나 길을 헤매던 도중 '모든것을 흡수해 하나로 만드려는' 퓨전이 나타난다.

## 주제가
오프닝
- 반짝반짝 kawaii! 프리큐어 대집합!

엔딩
- 프리큐어 기적 디럭스